# Breaking the Silence (Halestorm)
Breaking the Silence è il secondo EP del gruppo hard rock statunitense Halestorm. Anche questo lavoro vede Roger Hale, padre di Arejay e Lzzy, alle parti di basso.

## Tracce
1. Shadows of My Heart – 7:08
2. Unbreakable Promises – 5:34
3. The Children (Full Version) – 7:32
4. Rose in December – 4:22
5. Shout It Out – 6:41
6. I Forgive You – 5:48
7. The Children (Radio Version) – 5:45

## Formazione
- Lzzy Hale - voce, chitarra, tastiere
- Arejay Hale - batteria, cori
- Roger Hale - basso, cori